# Дойно Граматик
Дойно Станюв Робовски, наричан и Поп Дойно Граматик е виден възрожденски деятел от Еленския край, учител, свещенослужител и преписвач на "История славянобългарска" от Паисий Хилендарски.

## Биография
Роден е в средата на 18 век, около 1760 г., в село Дрента, край град Елена, в семейството на Станю Робевски. Според местните предания, бащата на Станю не е местен жител, а пленник на еничари, чието отделение, след някакви размирици в Османската империя  в края на 17 век, минава през селото, водейки  със себе си няколко пленени момчета. Едно от тях, на име Стоян, е спасено от някакъв бездетен дренчанин, наричан Станю. Заради това, че Стоян е бил пленник у еничарите, връстниците му слагат прякора „Робчето“, откъдето потомците му стават известни като Робовската фамилия, а Станю е негов син, кръстен на избавителя му. 
От децата на Станю са известни двама негови синове - Михо (по-големият) и Дойно (бъдещият книжовник), отрано пратени в Елена да слугуват в дома на хилендарския изповедник хаджи Сергий и да се учат на четмо и писмо. Остават в града и там се женят и стават родоначалници на 2 отделни поколения. Михо става бакалин (дребен търговец на хранителни продукти), поради което е наричан Бакал Михо, а потомците му - „Бакаловци“. Заедно с местния субаш Осман келеша, той е убит през 1782 г. от местните хора заради злоупотреби. От своя страна Дойно изучава златарски занаят и се проявява като сръчен майстор - построява дори дървен часовник. Жена му се казва Рада Русева. От децата му са останали известни имената на Андрей Робовски (1801 – 1858), Вела и Рада, а негов внук е просветителят Стоян Робовски. 
През втората половина на 18 век, Дойно се научва от Стоян Граматика, учител в Елена, да подвързва книги. Върху кориците им изработва от мед икони по сюжети от Евангелието. Самият той става впоследствие учител, открива килийно училище в дома си и също получава прозвището „граматик“.
През 1784 г. прави препис от Паисиевата история – от втория Софрониев препис, – за което ходи в Котел заедно със съгражданина си Иван Кършов. Неговият препис се отличава от другите с доста добавки и кратки патриотично-насочени коментари. Той не преписва буквално, а проявява критично отношение към извора (оригинала) – комбинира и преразказва отделни пасажи, които не му допадат. Около 1786 г. става свещеник.
През 1800 г. поп Дойно Граматик е в числото на 3-членна делегация, която отива в Цариград да иска разрешение за изграждане на кале (крепост) в Елена. По време на кърджалийско нападение над Елена през пролетта на същата година той предвожда населението й в защитата му. В новопостроената църква „Свети Никола“ върху специално приготвена каменна плоча-летопис през 1805 г. той увековечава случката и отбелязва, че църквата е изградена върху основите на старата, след опожаряването ѝ „от агарянските разбойници“. Предполага се – по стила, надписите и изправените лъвчета, – че освен каменният летопис в църквата, дело на неговата ръка са и надписите върху каменните чешми: „Карайоановата“, строена през 1754 г. и възстановена през 1813 г. от бащата на Иларион Макариополски, и „Хаджикръстевата“, строена през 1814 г.
Поп Дойно Граматик умира след 1814 г., но няма категорични документи или сведения за точната година.

## Памет
На Дойно Граматик е наречена улица в квартал „Драгалевци“ в София (Карта).